# Benoît Drèze
 (mai 2017).
Benoît Drèze, né le 5 octobre 1957 à Pittsburgh (États-Unis), est un homme politique belge wallon, membre du Centre démocrate humaniste.
De formation ingénieur industriel (1979 à Gramme), il est député wallon et député de la Fédération Wallonie-Bruxelles, conseiller communal de la Ville de Liège et entrepreneur social.

## Fonctions politiques
- Député fédéral :
  - du 1er juillet 2004 au 2 mai 2007 en remplacement de Louis Smal;
  - du 2 octobre 2013 au 25 mai 2014 en remplacement de Marie-Martine Schyns.
- Député wallon et de la Fédération Wallonie-Bruxelles :
  - depuis le 25 mai 2014
- Conseiller provincial (Liège) de 2000 à 2004
- Conseiller communal de Herstal de 1995 à 2000
- Échevin de la Ville de Liège de 2006 à 2012
- Conseiller communal de la Ville de Liège depuis le 3 décembre 2012

## Entrepreneur social
Gestion d’entreprises d’économie sociale à Liège :
- de 1983 à 2006, l’EFT « 1001 choses à faire »
- depuis 1989, l’EFT-OISP « Créasol »
- depuis 1993, l’agence-conseil « AGES »
- depuis 2004, l’entreprise d’insertion « Steppes-services »
- depuis 2007, l’entreprise d’insertion « 1001 choses à construire »
- depuis 2008, l’entreprise d’insertion « Steppes-services 2″
- depuis 2008, la coopérative d’activités « Step by Steppes »
Ces structures, reprises sous le nom de Step Group, totalisent environ 210 salariés, 450 stagiaires souhaitant devenir salariés et 150 stagiaires souhaitant devenir indépendant.
Benoit Drèze y assume la fonction de président ou administrateur délégué.

## Ouvrages
- 1995 - "Tous au chômage ?" (Ed; Luc Pire)
- 2003 - "Tous au boulot ?" (Ed. Luc Pire)